# Joseph-Albert Malula
Joseph-Albert Malula (12 de dezembro de 1917 – 14 de junho de 1989) foi um prelado católico congolês que serviu como arcebispo de Quinxassa de 1964 até sua morte. Foi elevado ao cardinalato em 1969.

## Biografia

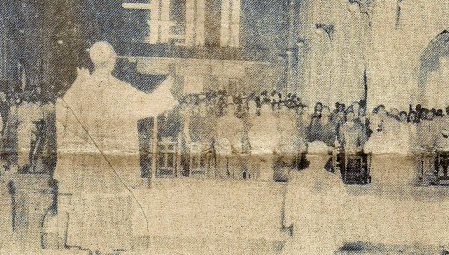
Joseph Malula liderando uma cerimônia diante de membros do governo na Catedral de Nossa Senhora do Congo, 1961

Joseph-Albert Malula nasceu em 1917 em Léopoldville, Congo Belga (atual Quinxassa, República Democrática do Congo) para Remacle Ngalula e Jeanne Bolumbu. Ele freqüentou a escola primária em Léopoldville, sob a direção do padre. Raphaël de la Kétuhulle. De 1931 a 1934 frequentou o seminário menor em Mbata Kiela, onde conheceu Joseph Kasa-Vubu, que mais tarde se tornaria o primeiro presidente da República Democrática do Congo, e depois o seminário menor de Bolongo em Lisala até 1937.
Ele estudou filosofia (1937-1940) e teologia (1940-1944) no Seminário Maior de Cristo-Roi em Kabwe. Ele também atuou como professor no Seminário Menor de Bokoro, de 1944 a 1946. Malula foi ordenado sacerdote pelo bispo Georges Six, CICM, em 9 de junho de 1946, no Stade Reine Astrid. Ele então retomou o ensino no seminário menor, e serviu como vigário e pastor em várias paróquias em Léopoldville. Em 1953, ele visitou Argel, Tunísia, Malta, Roma e Bélgica.
Em 18 de julho de 1959, Malula foi nomeado Bispo Auxiliar de Léopoldville e Bispo Titular de Attanasus pelo Papa João XXIII. Ele recebeu sua consagração episcopal no dia 20 de agosto do Arcebispo Félix Scalais, CICM, com os Bispos Pierre Kimbondo e Joseph Nkongolo servindo como co-consagradores, no Stade Tata Raphaël. Malula participou do Concílio Vaticano II de 1962 a 1965 , durante o qual foi promovido ao arcebispo de Léopoldville em 7 de julho de 1964. Ele foi instalado como arcebispo em 27 de agosto do mesmo ano, e o nome da arquidiocese foi posteriormente mudado para Quinxassa em 30 de maio de 1966.
O Papa Paulo VI criou-o Cardeal Sacerdote de Ss. Protomartiri a Via Aurelia Antica no consistório de 28 de abril de 1969. Ele foi o primeiro cardeal do Zaire. Em uma missa em 1970, na qual o Presidente Mobutu estava presente, o Cardeal afirmou que a classe dominante do Zaire estava se enriquecendo e ignorando a miséria do povo . Em 1971, apesar de ser um defensor da cultura africana, ele expressou sua desaprovação aos Cristãos. nomes de batismo em um artigo na revista semanal católica, Afrique Chrétienne , após a renomeação da República do Congo como a República do Zaire. O Presidente Mobutu subseqüentemente retirou o cardeal de suaresidência, de propriedade do governo , e suspendeu a revista por seis meses. Malula foi um dos cardeais eleitores que participaram dos conclaves de agosto e outubro de 1978, que selecionaram os Papa João Paulo I e Papa João Paulo II, respectivamente. Ele apoiou o cardeal albino Luciani no conclave de agosto e até lhe deu um abraço público antes de ser eleito.
Antes do início do conclave de outubro, ele falou da pompa do Vaticano , dizendo: "Toda aquela parafernália imperial . Todo aquele isolamento do papa. Todo aquele remoteness e herança medieval que faz os europeus pensarem que a Igreja é apenas ocidental. Todo aquele aperto isso faz com que eles não entendam que países jovens como o meu querem algo diferente. Eles querem simplicidade. Eles querem Jesus Cristo . Tudo isso, tudo isso precisa mudar. " 

## Morte
O cardeal Malula morreu em um hospital em Lovaina, na Bélgica , aos 71 anos, e está enterrado na Catedral de Nossa Senhora do Congo, em Quinxassa .